# شهرستان موزدوکسکی
شهرستان موزدوکسکی (به لاتین: Mozdoksky District) یک منطقهٔ مسکونی در روسیه است که در اوستیای شمالی-آلانیا واقع شده‌است.